# Марк Гиррий Фронтон Нераций Панса
Марк Ги́ррий Фронто́н Нера́ций Па́нса (лат. Marcus Hirrius Fronto Neratius Pansa; умер после 80 года) — древнеримский военный и политический деятель, занимавший в 73 или 74 году должность консула-суффекта. В 77 году назначен императором наместником сразу двух провинций — Каппадокии и Галатии.
Согласно одной из версий, приходился отцом консулу-суффекту 97 года и выдающемуся правоведу-«прокулианцу» Луцию Нерацию Приску.

## Биография

### Происхождение и гражданская карьера
Панса происходил из самнитского города Сепинум. В правление Нерона он вошёл в состав сената, а при Веспасиане занимал должность легата легиона. В 70—72 годах Панса находился на посту прокуратора Ликии и после этого был возведён в сословие патрициев. В 73 или 74 году он был консулом-суффектом. Затем, в 77—80 годах Панса занимал должность легата-пропретора Каппадокии и Галатии.
В Комане Каппадокийской была найдена надпись на греческом языке, упоминающая Пансу.

### Семья и потомки
Известно, что супругой Нерация Пансы являлась некая Веттия, согласно одной из гипотез, приходившаяся дочерью прокуратору Марку Веттию Марцеллу. Весьма вероятно, что в этом браке родились сын, будущий двукратный консул (в 95 и 129 годах) и наместник Британии в 101—107 годах, и, предположительно, дочь — Нерация Пансина. Также в современной историографии высказывается мнение, что Марк Гиррий мог в своё время усыновить сына консула-суффекта 87 года.